# Adam Carroll (Countrymusiker)
Adam Carroll (* 1975 in Tyler, Texas) ist ein US-amerikanischer Musiker und Singer-Songwriter des Alternative Country/Americana.

## Leben
Adam Carroll wuchs in seiner Geburtsstadt Tyler auf und wurde zunächst vor allem von klassischer Rockmusik geprägt. Zunächst versuchte er sich an der E-Gitarre; als er aber mit achtzehn Jahren zur Akustikgitarre überging, war die Richtung, in die er sich entwickeln würde, schnell festgelegt: „Ich erhielt durch die akustische Gitarre ein Gefühl, das mir die E-Gitarre nie vermitteln konnte“, sagte er in einem Interview, „und als ich dann Joe Ely, Guy Clark und Robert Earl Keen live sah, bestärkte mich das.“ Besonders beeindruckt habe ihn die LP Lubbock (On Everything) von Terry Allen, so Carroll weiter. Unter diesem Einfluss begann er, Songs zu schreiben, wobei er besonders auf das Zusammenspiel von Wörtern und Musik achtete.
Bald spielte er kleine Konzerte und schuf sich so sehr schnell ein interessiertes Publikum. Regelmäßige Touren durch Texas und den Südwesten der USA ermöglichten ihm die Kontakte für sein Debüt South of Town, das von Lloyd Maines produziert wurde. Die CD brachte ihm eigene Popularität, sein Auftritt beim folgenden Austiner Festival South by Southwest machte ihn in der Szene bekannt. Auch der Zweitling Looking Out The Screen Door wurde von Maines produziert. Carroll trat weiterhin häufig auf und durfte im Vorprogramm von Charlie Robison, Lucinda Williams, und schließlich Terry Allen spielen.
Die Songs von Carroll sind zumeist hochpoetische Alltagsgeschichten, die übersichtlich instrumentiert sind und die eher erzählt als gesungen werden. Manchmal pendeln die Geschichten auch zwischen Komik und Nonsense. Als Einflüsse lassen sich vor allem Butch Hancock, John Prine, und Townes Van Zandt ausmachen. Der Austin Chronicle entdeckte in Adam Carroll nach einem Konzert „75% John Prine und ein Viertel Townes Van Zandt“. So populär wie seine Vorbilder ist Carroll freilich noch lange nicht. So bezeichnete der Musik-Journalist Jim Caligiuri den texanischen Troubadour als „wahrscheinlich Austins bestgehütetes Geheimnis“.
Nach einer Live-CD wurde, wieder unter den Fittichen von Lloyd Maines, Far Away Blues eingespielt. Diesmal gelang eine besonders intime Atmosphäre, was auch daran lag, dass Carroll jeden Song kurz einführte. Bei der Produktion spielte Carroll die Songs komplett ein, mit Gitarre und Mundharmonika, dann legte Maines Rhythmusgruppe, Streicher und Bläser darüber. Unter den Musikern war auch Carrolls Großvater Ray Davidson am Saxofon. Als Gast taucht Ray Wylie Hubbard auf, bei dem Song Last Day Of Grace fungierte Hubbard auch als Co-Autor. Auch Maines selbst zählt zu den Musikern. Das Album erhielt zahlreiche positive Kritiken und verschaffte Carroll mehrere Auszeichnungen bei den Austin Music Awards.
Einige Musiker haben Songs von Adam Carroll aufgenommen, z. B. Slaid Cleaves und The Band of Heathens. Adam Carroll ist bei Down Hole Records unter Vertrag.

## Diskografie
- South of Town (1999)
- Looking Out The Sreen Door (2000)
- Adam Carroll Live (2002)
- Far Away Blues (2005)
- Hard Times (mit Michael O’Connor) (2010)